# بوریس بلاگوف
بوریس بلاگوف (انگلیسی: Boris Blagoev؛ زادهٔ ۲۳ ژوئن ۱۹۸۵) بازیکن فوتبال اهل بلغارستان است.
از باشگاه‌هایی که در آن بازی کرده است می‌توان به باشگاه فوتبال بوتو پلوودیو اشاره کرد.